# Botanisk trädgård

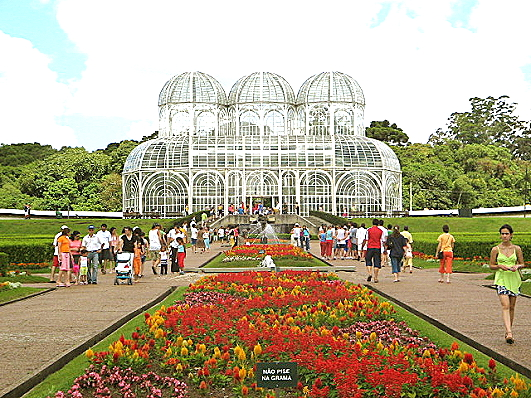
Curitiba, Brasilien

En botanisk trädgård är en trädgård eller park med en dokumenterad samling av levande växter som används till forskning, biologiskt bevarandearbete och utbildning.
Vanligtvis är växterna märkta med sina vetenskapliga namn. Samlingarna kan vara specialiserade inom olika områden så som suckulenter, örtträdgårdar, växter från vissa delar av världen och så vidare. Det kan finnas speciella byggnader eller anläggningar för specialiserad odling så som tropiska eller alpina växthus och skugghus. De flesta anläggningar är åtminstone delvis öppna för allmänheten och erbjuder ofta guidningar, utställningar, bokrum, teater- och musikföreställningar utomhus och annan underhållning. Botaniska trädgårdar anställer till exempel botaniker, hortonomer och trädgårdsmästare. 

## Historik
De första moderna botaniska trädgårdarna anlades i norra Italien i anslutning till universiteten. Världens första botaniska trädgård uppfördes omkring 1544 i Pisa av Luca Ghini. Den åtföljdes snart av en botanisk trädgård i Padua, som ibland får äran som den äldsta. Föregångarna till dessa var dock den redan på 1300-talet inrättade trädgården i Salerno och den 1333 inrättade i Venedig. Under en lång tid därefter uppfördes botaniska trädgårdar i anslutning till universitet över hela världen, och utgjorde länge kärnan i forskningen och studier i farmakologi och botanik. De fungerade även som statussymboler, då det krävdes avsevärda summor pengar för att låta anlägga och upprätthålla en botanisk trädgård värd namnet.
I Frankrike anlades 1597 en botanisk trädgård i Paris av Jean Robin, som till en början användes för att få blommönster att använda som förlagor till gobelängindustrin, men av Guy de La Brosse förvandlades till den ännu bestående vetenskapliga anläggningen Jardin des plantes. Under Linnés tid var William Sherards botaniska trädgård vid Eltham i Kent, beskriven av Johann Jacob Dillenius, och George Cliffords i Hartecamp nära Haarlem de mest betydande. En av senare tiders främsta är Royal Botanic Gardens, Kew utanför London, grundad 1730.

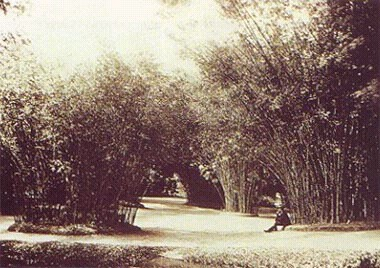
Rio de Janeiros botaniska trädgård, 1890

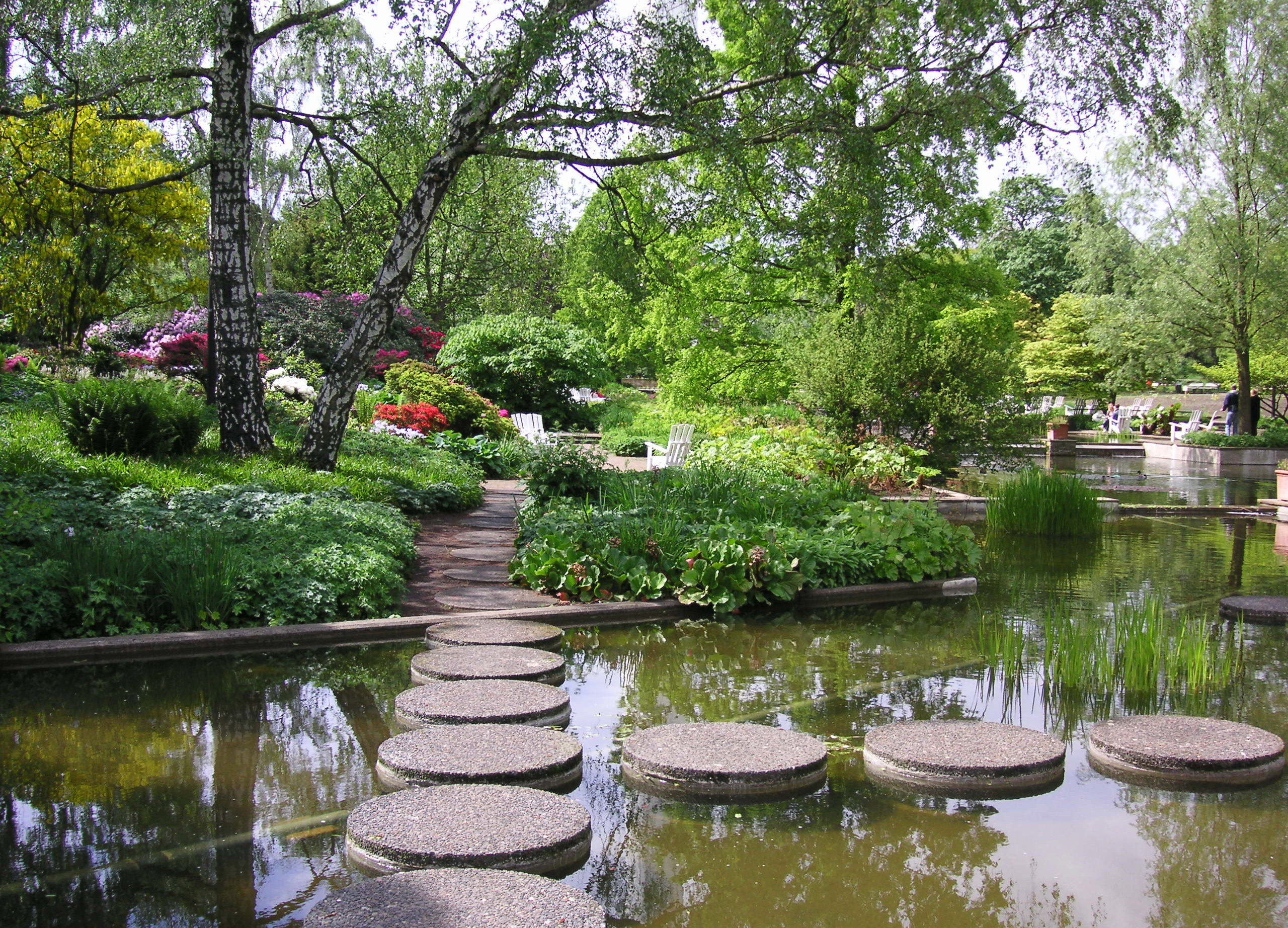
Planten un Blomen, Hamburg, 2008.

- Pisa (1544) av Luca Ghini (1490-1556)
- Padua (1545)
- Florens (1545)
- Pavia (1558)
- Bologna (1567)
- Neapel

Andra europeiska städer och universitet följde efter:
- Valencia, Spanien (1567)
- Leiden, Nederländerna (1577)
- Leipzig, Tyskland (1580)
- Breslau, Tyskland (1587)
- Heidelberg, Tyskland (1597)
- Paris, Frankrike (1597)
- Montpellier, Frankrike (1598)
- Tübingen, Tyskland av Leonhart Fuchs
- Köpenhamn, Danmark (1600)
- Gießen, Tyskland (1610)
- Oxford, England (1621)
- Västerås, Sverige (början av 1600-talet)
- Jena, Tyskland (1629)
- Uppsala, Sverige (1655)
- Halle an der Saale, Tyskland (1666)
- Amsterdam, Nederländerna (1676)
- Berlin, Tyskland (1679)
- Rom, Italien (1685)
- Cambridge, England (1702)
- Wien, Österrike, (1753)

## Botaniska trädgårdar i Sverige

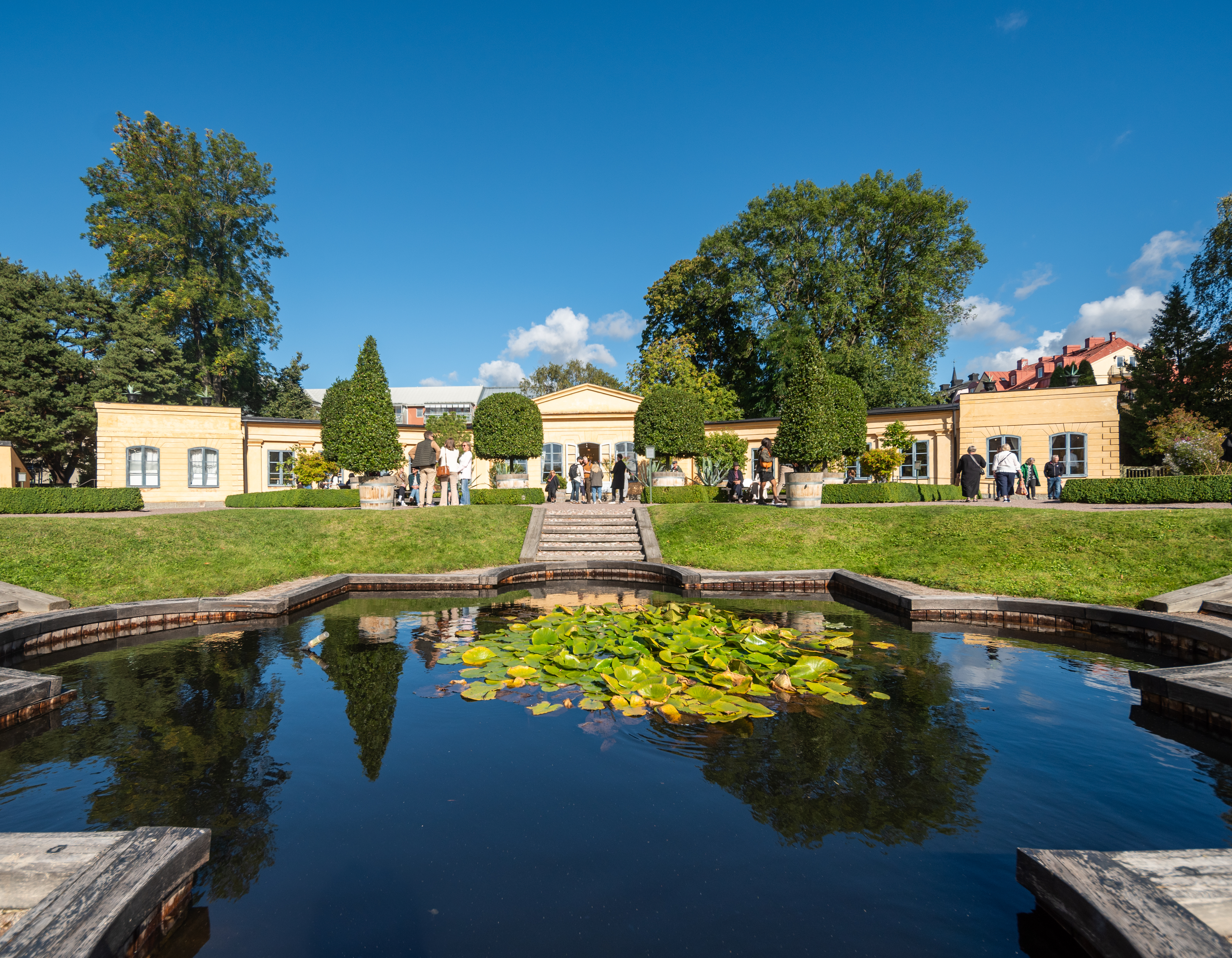
Linnéträdgården i Uppsala.

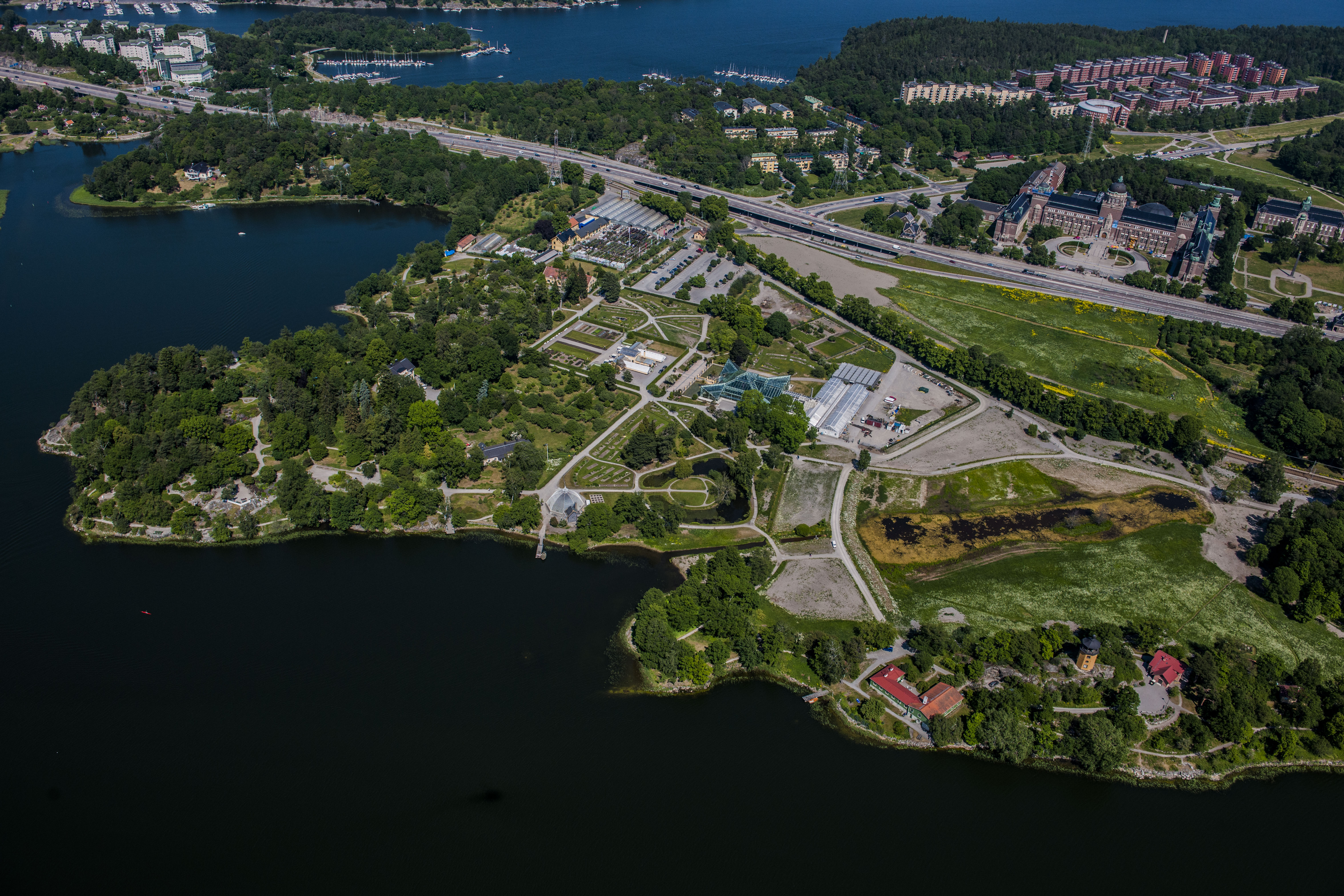
Bergianska trädgården.

Som den äldsta botaniska trädgården i Sverige brukar Botaniska trädgården i Uppsala räknas. Johannes Rudbeckius inrättade dock redan i början av 1600-talet en botanisk trädgård vid gymnasiet i Västerås. Trädgården i Uppsala anlades av Olof Rudbeck d.ä. 1655. Den förstördes av branden 1702, och återställdes av Carl Hårleman 1742 och fick berömmelse genom sin föreståndare Carl von Linné. År 1807 flyttades trädgården av Carl Peter Thunberg till sin nuvarande plats vid före detta slottsträdgården. Den äldre botaniska trädgården återupprättades 1920 och kallas numera Linnéträdgården.
Botaniska trädgården i Lund grundades 1690 och har genomgått flera utvecklingsfaser. Det var dock först på 1740-talet som Carl Hårleman uppgjorde ritningarna för en modernare botanisk trädgård i staden. Den nuvarande trädgården, anlagd 1862–1867 enligt plan av Jacob Georg Agardh, flyttades från stadens centrum till sitt nuvarande läge utanför stadsvallarna. Sedan 1972 har trädgården en fristående roll från den botaniska institutionen vid Lunds universitet. Idag fokuserar den på att förmedla kunskap om botanik, hortikultur och miljö till allmänheten, samt att arbeta för bevarandet av biologisk mångfald, både lokalt och globalt. 
Under den svenska tiden inrättades även 1760 en botanisk trädgård i Åbo genom Pehr Kalm efter ritningar av Johan Leche. Den flyttades dock efter stadsbranden 1827 till Helsingfors. Det finns idag en annan botanisk trädgård som hör till Åbo universitet.
År 1791 inrättades Bergianska trädgården invid Stockholm nära dagens Naturhistoriska riksmuseet efter att ett testamente trätt i kraft. 
1923 invigdes Göteborgs botaniska trädgård i samband med den stora jubileumsutställning då även Liseberg, Konstmuséet och Göteborgs naturhistoriska museum öppnades för allmänheten. Carl Skottsberg fick i uppdrag att anlägga den botaniska trädgård som idag med sina 175 hektar är en av Europas största. Trädgården hyser cirka 16 000 arter och kulturformer på en odlad yta av 40 hektar, inklusive växthus med 4 000 växtarter. Utöver forskning och utbildning i samarbete med Göteborgs universitet, erbjuder trädgården även pedagogiska program för skolelever, rehabilitering genom Gröna Rehab, samt kulturella evenemang. Med omkring 500 000 årliga besökare är den ett betydande besöksmål i Västra Götaland.
Sveriges yngsta botaniska trädgård drivs vid Sveriges lantbruksuniversitet i Uppsala. Den heter SLU Kunskapsparken och är en botanisk trädgård för byggd miljö. Anläggningen har sina rötter i universitetets växtsamlingar från 1970-talet och framåt, fick sin nuvarande form 2012 och blev certifierad enligt Botanic Gardens Conservation International 2022.